# Salzbach (Nidda)
Der Salzbach ist ein 3,6 km langer rechter und nordöstlicher Zufluss der Nidda.

## Geographie

### Verlauf
Der Salzbach entspringt westlich von Nidda. Er mündet südlich von Geiß-Nidda in die Nidda.

### Flusssystem Nidda
- Fließgewässer im Flusssystem Nidda

### Orte
Der Salzbach fließt durch folgende Ortschaften:
- Nidda-Bad Salzhausen
- Geiß-Nidda